# Ентероендокринна клітина
Ентероендокринні клітини — це спеціалізовані клітини шлунково-кишкового тракту та підшлункової залози з ендокринною функцією. Вони виробляють шлунково-кишкові гормони або пептиди у відповідь на різні подразники та вивільняють їх у кровотік (системний ефект), у навколишні тканини в якості місцевих месенджерів (паракринний ефект) або до кишкової нервової системи для активації нервових реакцій. Ентероендокринні клітини кишечника є найчисленнішими ендокринними клітинами організму. Вони складають кишкову ендокринну систему як частину ендокринної системи, так само як кишкова нервова система є частиною нервової системи.
У певному сенсі ентероендокринні клітини діють як хеморецептори, ініціюючи травні процеси, виявляючи шкідливі речовини та ініціюючи захисні реакції. Ентероендокринні клітини розташовані в шлунку, кишечнику та підшлунковій залозі. Мікробіота відіграє ключову роль в імунних та метаболічних реакціях кишечника в ентероендокринних клітинах через свій продукт ферментації — ацетат (коротколанцюгову жирну кислоту).

## Кишкові ентероендокринні клітини
Кишкові ентероендокринні клітини розподілені окремими клітинами по всьому кишковому тракту і не формують скупчень.
Гормони, що виділяються цими клітинами, включають соматостатин, мотилін, холецистокінін, нейротензин, вазоактивний інтестинальний пептид та ентероглюкагон. Ентероендокринні клітини сприймають сигнал від метаболітів кишкової комменсальної мікробіоти та координують антибактеріальні, механічні та метаболічні гілки вродженої імунної відповіді кишечника хазяїна на комменсальну мікробіоту.

### К-клітина
К-клітини секретують шлунковий гальмівний пептид — інкретин, який також сприяє накопиченню тригліцеридів. К-клітини здебільшого знаходяться у дванадцятипалій кишці.

### L-клітина
L-клітини секретують глюкагоноподібний пептид-1, пептид YY, оксинтомодулін та глюкагоноподібний пептид-2. L-клітини переважно знаходяться в клубовій та товстій кишці, але деякі також знаходяться в дванадцятипалій та порожній кишці.

### I-клітина
I-клітини секретують холецистокінін (ХЦК) і перважно розташовані у дванадцятипалій кишці, зі зменшенням їхньої кількості далі по всій тонкій кишці. Через ХЦК вони модулюють секрецію жовчі, екзокринну секрецію підшлункової залози та відчуття насичення.

### G-клітина
Ентероендокринні клітини шлунка вивільняють гастрин та стимулюють секрецію шлункової кислоти.

### Ентерохромафінна клітина
Ентерохромафінні клітини — це ентероендокринні та нейроендокринні клітини, що мають близьку схожість з адреномедулярними хромафінними клітинами, що секретують серотонін.

### Ентерохромафіноподібна клітина
Ентерохромафіноподібні клітини або ECL-клітини — це тип нейроендокринних клітин, що секретують гістамін.

### N-клітина
Розташовані у зростаючій кількості по всій тонкій кишці, з найвищою щільністю в клубовій кишці, N-клітини вивільняють нейротензин і контролюють скорочення гладких м'язів.

### S-клітина
S-клітини виділяють секретин переважно в дванадцятипалій кишці, і у менших кількостях по всій решті тонкої кишки та стимулюють екзокринну секрецію підшлункової залози.

### D-клітина
D-клітини, також звані дельта-клітинами, секретують соматостатин.

### Мо-клітина (або М-клітина)
- знайдені в криптах тонкої кишки, особливо в дванадцятипалій та порожній кишці.
- Відрізняються від мікроскладчастих клітин (М-клітин), які знаходяться в пейєрових бляшках.
- Секретують мотилін[22][23]

## Ентероендокринні клітини шлунка
Ентероендокринні клітини шлунка знаходяться в шлункових залозах, переважно біля їх основи. G-клітини секретують гастрин, постгангліонарні волокна блукаючого нерва можуть вивільняти гастрин-вивільняючий пептид під час парасимпатичної стимуляції для стимуляції секреції. Ентерохромафіноподібні клітини — це ентероендокринні та нейроендокринні клітини, також відомі своєю схожістю з хромафінними клітинами, що секретують гістамін, який стимулює G-клітини виділяти гастрин.
Інші гормони, що виробляються в цих клітиних, включають холецистокінін, соматостатин, вазоактивний інтестинальний пептид, речовину П, альфа- та гамма-ендорфін.

## Ентероендокринні клітини підшлункової залози
Ентероендокринні клітини підшлункової залози розташовані в острівцях Лангерганса та виробляють, найважливіші гормони інсулін та глюкагон. Їх секрецію регулює автономна нервова система, при цьому парасимпатична стимуляція стимулює секрецію інсуліну та пригнічує секрецію глюкагону, а симпатична стимуляція має протилежний ефект.
Інші гормони, що виробляються в підшлунковій залозі, включають соматостатин, панкреатичний поліпептид, амілін та грелін.

## Клінічне значення
З ентероендокринних клітин розвиваються рідкісні та повільно зростаючі карциноїдні та некарциноїдні пухлини. Коли виникає така пухлина, вона має здатність виділяти великі обсяги гормонів.

## Історія
Відкриття гормонів ШКТ відбулося під час досліджень того, як травна система регулює свою діяльність. Піонером у дослідженні ентероендокринних клітин вважають німецького вченого Мартіна Хайденгайна (Martin Heidenhain). Саме він у 1870-х роках вперше описав особливі клітини в епітелії кишківника, які забарвлювалися сріблом і мали зернисту цитоплазму. Ці клітини отримали назву «ентерохромафінні клітини» або «клітини Хайденгайна» і стали першими відомими представниками ентероендокринних клітин. Надалі їх вивчення продовжили інші дослідники, зокрема Вільям Бейлі (William Bayliss) і Ернест Старлінг (Ernest Starling), які у 1902 році відкрили гормон секретин, що також виділяється ентероендокринними клітинами тонкої кишки.

## Інші організми
У щурів (Rattus rattus) рецептор коротколанцюгових жирних кислотGPR43 експресується як цим типом клітин, так і тучними клітинами слизової оболонки.